# Ni Fornacis
Ni Fornacis (ν For / HD 12767 / HR 612) es la tercera estrella más brillante de la constelación de Fornax, el horno, después de Fornacis (α Fornacis) y β Fornacis. A una distancia de 362 años luz del sistema solar, su magnitud aparente es +4,68.
Ni Fornacis es una estrella blanca de tipo espectral B9.5IIIspSi. Tiene una temperatura efectiva de 12.912 K y brilla con una luminosidad 295 veces mayor que la luminosidad solar. Con un diámetro aproximado 3,3 veces más grande que el del Sol, su velocidad de rotación proyectada es de 44 km/s.
Tiene una masa de 3,75 masas solares y una edad de aproximadamente 135 millones de años.
Ni Fornacis es una variable Alfa2 Canum Venaticorum, cuyo brillo oscila entre magnitud 4,68 y 4,73 en un ciclo de 1,89 días. Estas variables se caracterizan por una variación pequeña en el brillo —en Ni Fornacis es de sólo 0,05 magnitudes— y una distribución no homogénea de elementos químicos en la superficie de la estrella. Alioth (ε Ursae Majoris) es la estrella más brillante dentro de este grupo y Cor Caroli (α2 Canum Venaticorum) es la más estudiada.